# Zkouška tvrdosti podle Brinella

Schema Brinellovy zkoušky.

Zkouška tvrdosti podle Brinella je měření tvrdosti materiálů podle švédského inženýra Johana Augusta Brinella, která patří mezi statické zkoušky tvrdosti materiálu. Způsob jejího provedení je popsán a ujednocen normou ČSN EN ISO 6506-1 .
Princip spočívá ve vnikání zkušebního tělesa - indentoru - kulového tvaru do zkoumaného materiálu a následného zjištění průměru vtisku. Tvrdost podle Brinella se označuje akronymem HB (Brinell hardness). Jestliže je pro měření použita kulička z kalené oceli, označuje se metoda ve zkratce HBS. Ta je vhodná pro měkčí materiály. Je-li třeba měřit materiály větší tvrdosti, pak se použije kulička ze slinutých karbidů, označení takové zkoušky je potom HBW. Obecně se však Brinellova metoda používá na materiály měkké a středně tvrdé.
U zkoušení tvrdosti dřeva je typickým testem ocelová kulička o průměru 10 milimetrů jako indentor tlačená silou 1000 N u tvrdých dřevin, 500 N u středně tvrdých a 100 N u měkkých.
Tvrdost se měří podle vzorce:
{\displaystyle \operatorname {H_{B}} ={\frac {2F}{\pi D\left(D-{\sqrt {D^{2}-d^{2}}}\right)}}}
kde:
F = Síla působící na indentor (kg)
D = průměr kuličky (mm)
d = průměr otlačené plochy (mm), bere se průměr ze dvou navzájem kolmých měření (d1 a d2)

## Další metody mechanického zkoušení materiálů
- Jankova metoda
- Metoda Vickersova
- Metoda Rockwellova
- Metoda Shoreho
- Metoda Knoopova
- Metoda Grodzinského
- Poldi kladívko
- Zkoušky tlakem
- Zkoušky tahem